# Аги и Ема (филм)
Аги и Ема је српски филм за децу из 2007. године. Сценарио су написали Игор Коларов, према чијем истоименом роману је филм и снимљен и режисер филма Милутин Петровић.

## Радња филма
Породица се често сели, тако да дечак Аги не успева да стекне пријатеље и научи како да се опходи према људима. Међутим, то ће се променити. После једне селидбе у нови крај, Аги упознаје Ему која живи у суседној, оронулој кући. Ема је ведра и радознала старица која Агију прилази отвореног срца и даје му оно што му је у том тренутку најпотребније — потпуно пријатељство.
Филм Аги и Ема леп је у детаљима и појединим стилским решењима. Агијева игра жмурке с одразом у прозорским стаклима, огледалима и изгланцаним квакама узбудљиво је и маштовито решење које идејну димензију приче (Агијев проблем да помири своје унутрашње биће са сликом себе коју му рефлектују родитељи и другови из школе и научи да прихвати тај јаз) успева да досегне кроз духовиту сценску радњу.
Стилизован ентеријер Емине куће и креативни неред који у њој влада и двориште премрежено конопцима, које ствара утисак разуђеног дечјег света, уверљиви су простори на којима је могао настати филм који се мало више обраћа детету у сваком од нас.

## Улоге
| Глумац            | Улога   |
| ----------------- | ------- |
| Милена Дравић     | Ема     |
| Стефан Лазаревић  | Аги     |
| Драган Мићановић  | отац    |
| Ана Софреновић    | мајка   |
| Никола Ђуричко    | стриц   |
| Лена Богдановић   | стрина  |
| Игор Коларов      | родитељ |
| Срђан Кољевић     | родитељ |
| Борис Миливојевић | учитељ  |
| Филип Петровић    | Валић   |
| Милица Спасојевић |         |
| Стефано Ноцерино  |         |